# Butjärnen (Norra Ny socken, Värmland, 668177-136056)
Butjärnen är en sjö i Torsby kommun i Värmland och ingår i Göta älvs huvudavrinningsområde.